# De Dion-Bouton 16 CV
Der De Dion-Bouton 16 CV war eine Pkw-Modellreihe des französischen Automobilherstellers De Dion-Bouton aus der Zeit vor dem Zweiten Weltkrieg. Dabei stand das CV für die Steuer-PS. Zu dieser Modellreihe gehörten:
- De Dion-Bouton Type IN (1923)
- De Dion-Bouton Type LP (1929–1930)
- De Dion-Bouton Type LX (1930–1931)